# レオン・デュリー

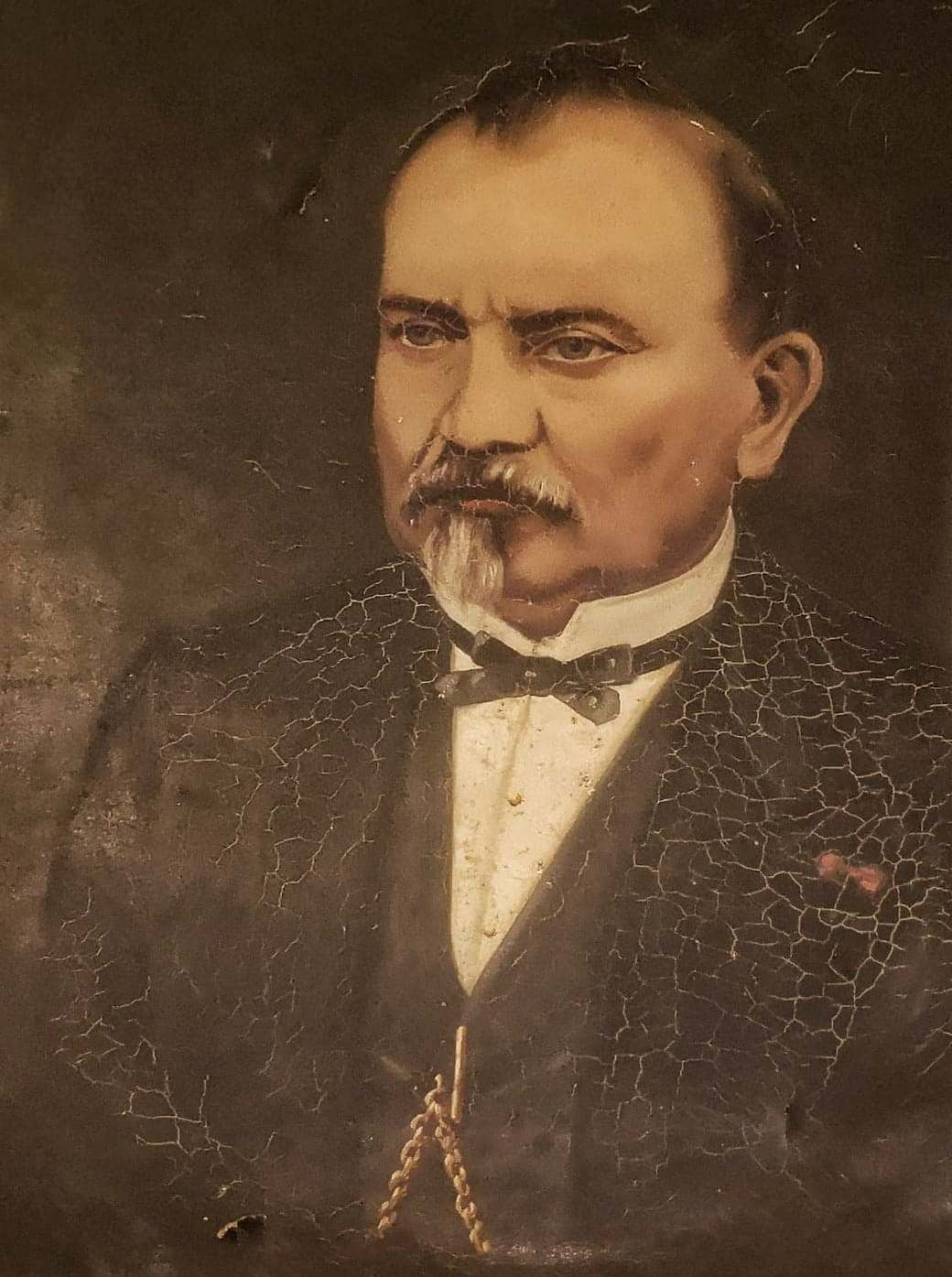
1860 年代後半の写真をもとにした肖像画

レオン・デュリー（Léon Dury、1822年 - 1891年10月24日）は、フランスの医師、領事、教師。レオン・ジュリーとも表記される。1861年から1877年まで日本に滞在し、フランス語を教えた。

## 人物・来歴

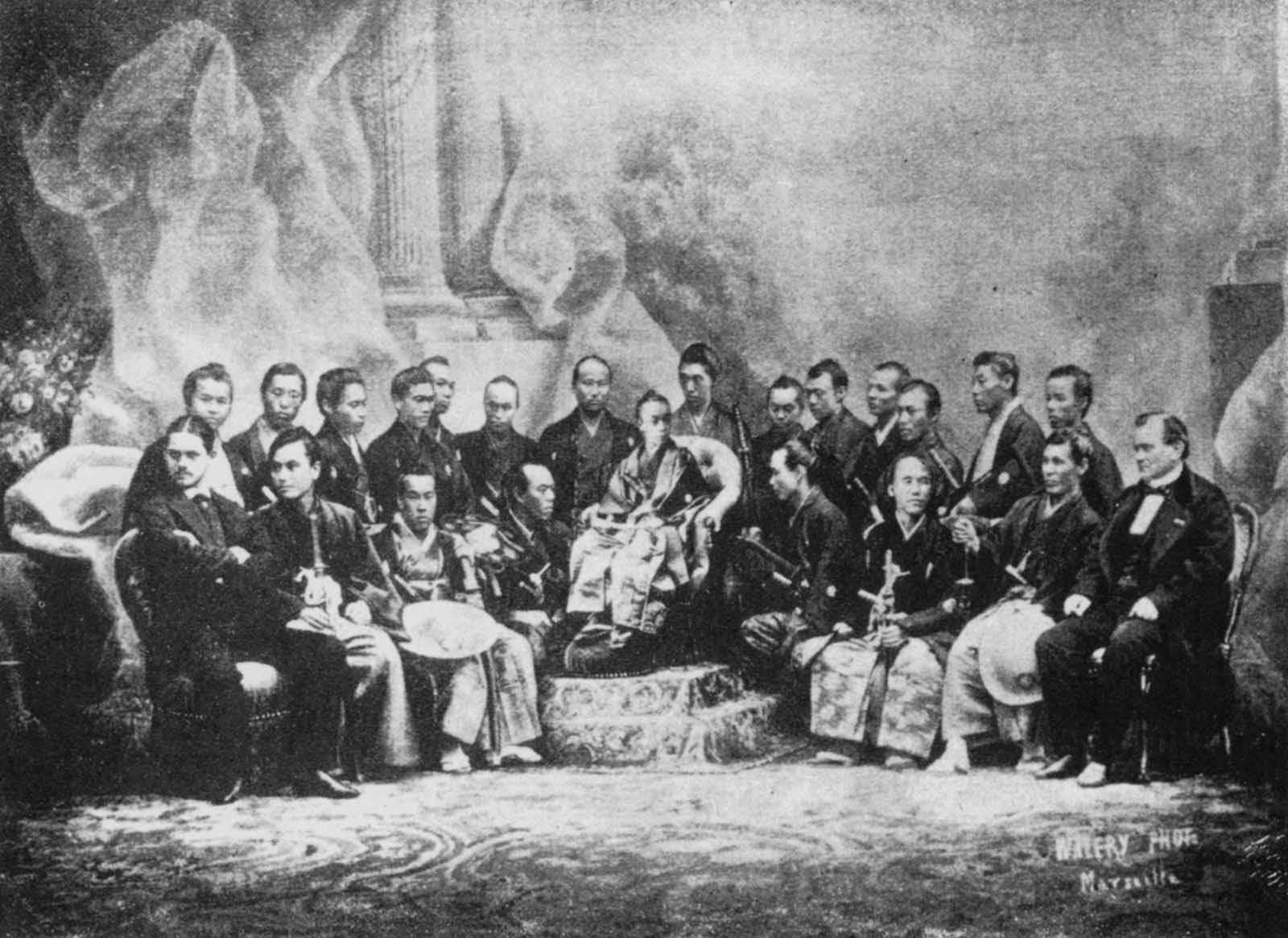
1867年撮影。前列右端がデュリー

ブーシュ＝デュ＝ローヌ県ラムベスク出身。マルセイユで医学を学んだ。1854年にフランスでコレラが大流行した時、多くの人の命を救い、中でもイタリア領事を危篤状態から回復させたことで有名になり、イタリア国王からは勲章を授与され、ナポレオン三世からも賞された。クリミア戦争では軍医として3年間従軍し、勲章を与えられた。
1861年（文久元年）、幕府が箱館に病院建設を計画して、駐日フランス公使レオン・ロッシュにフランス人医師の斡旋を求め、デュリーが選抜され来日したが、結局病院は建設されず、かわりに長崎でフランス領事に任じられた。
領事の職務のかたわら、明治新政府が設置した広雲館でフランス語を教えていたが、フランス政府が長崎領事館を廃止して、アメリカへ転任するよう命じた際、デュリーはこれを拒否し、京都府の招聘に応じて官立の京都仏学校でフランス語教師となった。公私にわたり生徒の面倒をよく見たため、生徒に慕われ、京都仏学校が廃止されて東京の開成学校（現東京大学）へ転任する際には、数十人の生徒がデュリーに付き従い上京した。
開成学校と東京外国語学校で教授の任にあたっていたが、1877年（明治10年）フランスに帰国した。帰国に際しては、槇村正直京都府知事にフランスへの公費留学生を進言し、自ら選んだ8名の学生を同行させた。
デュリーは帰国後も日本のことを懐かしく語っていたという。1885年、日本での功績により勲四等旭日小綬章を受章し、1888年にはマルセイユの名誉日本領事に任じられた。
1891年10月24日、70歳でその生涯を閉じた。亡くなる三日前、自分をマルセイユの日本領事館へ連れて行ってくれ、と家族に頼んだという。「領事である私はその職場で死ななければならない」と。

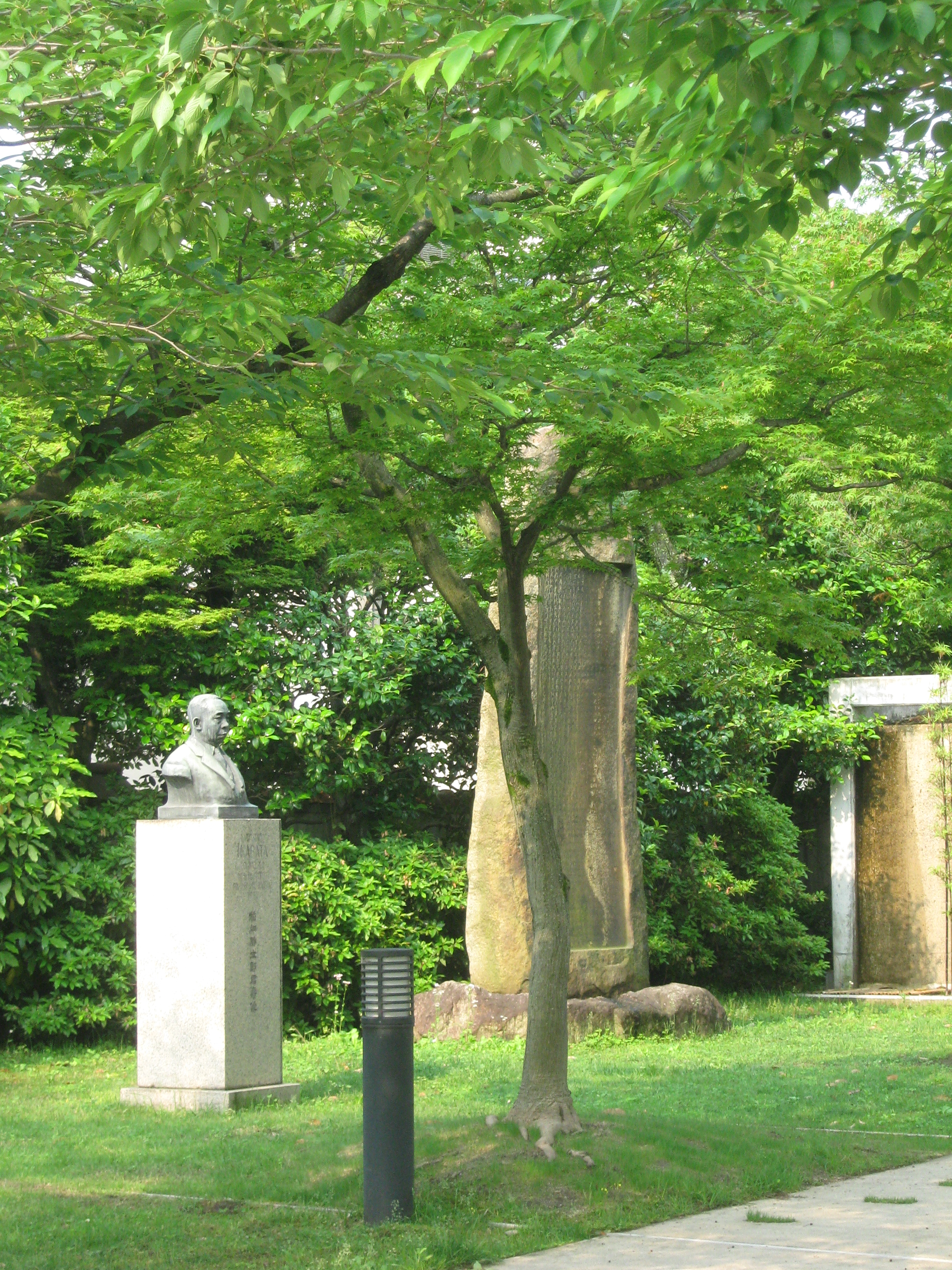
関西日仏学館にある記念碑

デュリーの恩を受けた日本人有志が、その功績を永久に伝えるために、1899年、記念碑を京都南禅寺に建立した。1936年に関西日仏学館内に移設されたその記念碑は、現在も関西日仏学館の敷地に佇んでいる。

## 教え子
- 稲畑勝太郎
- 梅謙次郎
- 薩埵正邦
- 高木豊三
- 富井政章
- 本野一郎
- 木村斉次